# Loganair
Loganair je skotská letecká společnost sídlící na letišti v Glasgow. Tato společnost zajišťuje leteckou přepravu na území Skotska, mezi hlavním skotským územím a ostrovy (Orkneje, Shetlandy, Západní ostrovy), dále pak na území Severního Irska a Irska. Na těchto místech létá na linkách British Airways, zajišťuje také dopravu pro Royal Mail a leteckou záchrannou službu. Vznikla v roce 1962.'